# Ichthyaria
Ichthyaria är ett släkte av mossdjur. Ichthyaria ingår i familjen Calwelliidae.
Kladogram enligt Catalogue of Life:
| Ichthyaria | \| \| Ichthyaria oculata \| \| \| \| \| \| Ichthyaria plana \| \| \| \| \| \| Ichthyaria profunda \| \| \| \| \| \| Ichthyaria simplex \| \| \| \| |
|            | \| \| Ichthyaria oculata \| \| \| \| \| \| Ichthyaria plana \| \| \| \| \| \| Ichthyaria profunda \| \| \| \| \| \| Ichthyaria simplex \| \| \| \| |
|            | Calwellia |
|            | |
|            | Ijimaiellia |
|            | |
|            | Malakosaria |
|            | |
|            | Onchoporella |
|            | |
|            | Onchoporoides |
|            | |
|            | Wrigiana |
|            | |
|            | Ichthyaria oculata |
|            | |
|            | Ichthyaria plana |
|            | |
|            | Ichthyaria profunda |
|            | |
|            | Ichthyaria simplex |
|            | |

|  | Ichthyaria oculata  |
|  |                     |
|  | Ichthyaria plana    |
|  |                     |
|  | Ichthyaria profunda |
|  |                     |
|  | Ichthyaria simplex  |
|  |                     |